# Presbytère

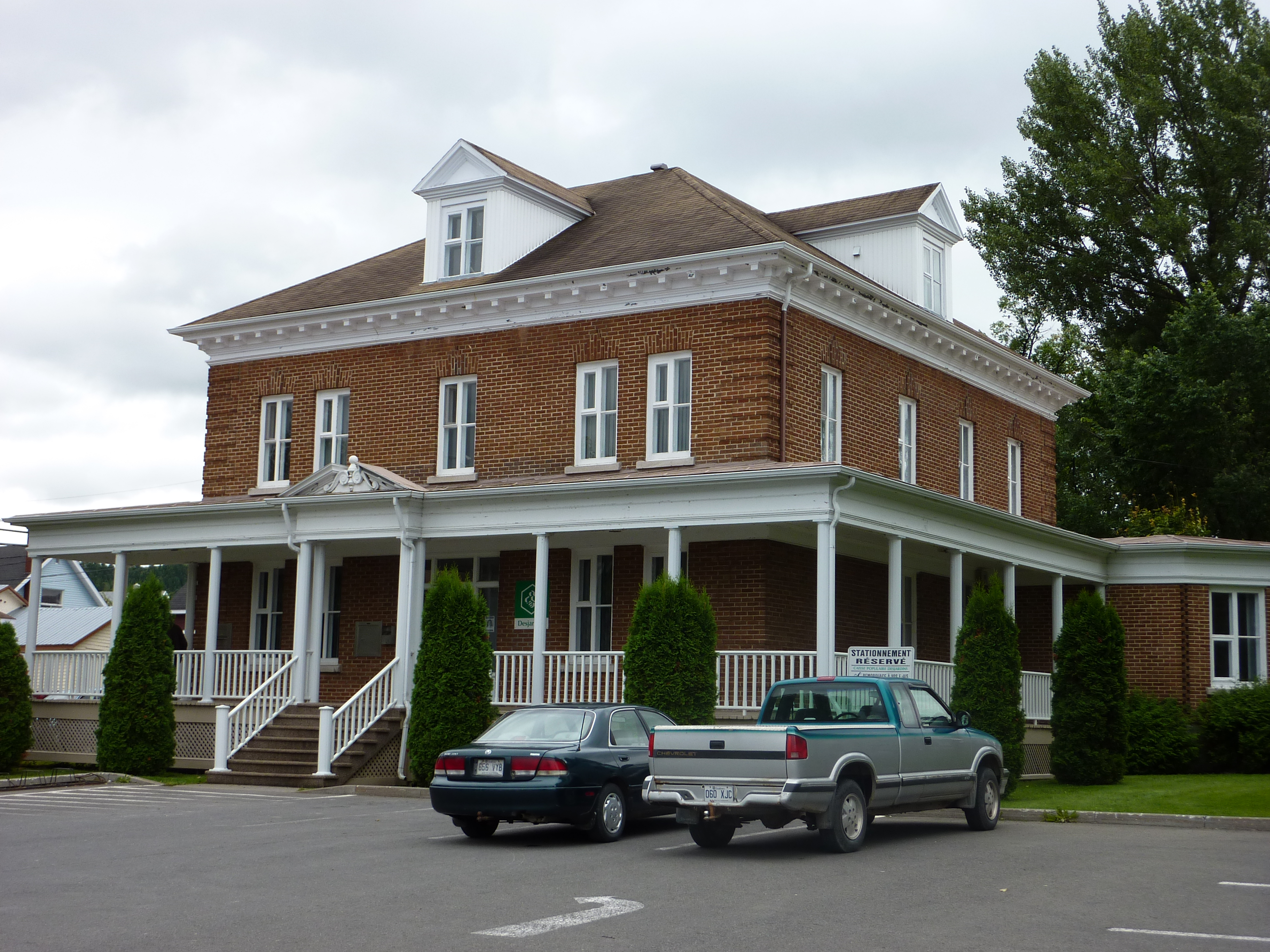
Ancien presbytère de Val-Brillant, au Québec.

Le presbytère est l’habitation du curé catholique ou du pasteur protestant. Ce bâtiment est également appelé maison curiale.

## Présentation
Le mot presbytère vient du latin presbyterium, du grec πρεσβύτερος (presbuteros), « ordre ou sacerdoce des prêtres », d’où lieu de vie des prêtres.
Il est souvent situé à proximité des églises paroissiales ; dans certaines localités, ses qualités architecturales ou son importance historique ont pu amener à le classer au titre des monuments historiques. 

## France
La propriété des presbytères a changé au moment de la loi de séparation des Églises et de l’État (1905) et de la loi de 1907. Les presbytères construits avant 1905 appartiennent aux communes. L'entretien courant lié au fonctionnement incombe cependant aux paroisses. Les bâtiments construits après 1905 ne reçoivent pas de subventions, ils sont propriété des associations diocésaines.
La propriété d'un presbytère peut évoluer dans le temps, le presbytère d'Auray par exemple, est passé d'une propriété communale à une propriété diocésaine en 2023. Cela peut se produire en cas de difficultés financières, par exemple à Saint-Tropez, le presbytère appartenant à l’évêché a été vendu à un promoteur privé en 2017.
Le presbytère héberge également des bureaux paroissiaux qui peuvent servir au travail d'un secrétariat au service de la cure. C'est pourquoi le presbytère comporte souvent des salles paroissiales, utilisées par des laïcs.